# Linea di Kerley
Le linee o strie di Kerley, o linee settali del polmone, sono un segno visto sulle radiografie del torace con edema polmonare interstiziale. Sono sottili opacità polmonari lineari, causate da infiltrazioni liquide o cellulari nell'interstizio dei polmoni. Prendono il nome dal neurologo e radiologo irlandese Peter Kerley.

## Tipi
- Strie A: si tratta di linee di lunghezza 2-6 cm e spessore <1 mm che scorrono in diagonale dagli ili verso la periferia dei polmoni. Sono causate dalla distensione dei canali anastomotici tra i vasi linfatici periferici e centrali dei polmoni. Le linee Kerley A sono viste meno comunemente delle linee Kerley B, e non sono mai visibili senza le linee Kerley B o C.
- Strie B: sono brevi (1-2 cm) linee che rappresentano i setti interlobulari periferici: sono parallele tra loro e perpendicolari rispetto alla pleura. Si trovano perifericamente a contatto con la pleura, ma sono generalmente assenti lungo le superfici fissurali. Possono essere viste in qualsiasi zona, ma sono più frequentemente osservate alle basi polmonari agli angoli costofrrenici sulla radiografia PA e nella regione sub-esterna sulle radiografie laterali.[3] Le cause delle linee di Kerley B includono edema polmonare da insufficienza cardiaca, linfangite carcinomatosa e linfoma maligno, polmonite virale e micoplasmatica, fibrosi polmonare idiopatica, pneumoconiosi e sarcoidosi.
- Strie C: sono le meno comuni tra le linee di Kerley. Sono linee brevi, sottili, con aspetto reticolare. Possono rappresentare l'ispessimento dei vasi linfatici anastomotici o sovrapposizione di molte linee di Kerley B.

## Significato clinico
Sono suggestivi per la diagnosi di insufficienza cardiaca congestizia, ma sono anche osservati in varie condizioni non cardiache come la fibrosi polmonare, la deposizione interstiziale di particelle di metallo pesante o la carcinomatosi del polmone. 
Le strie B croniche possono essere causate da fibrosi o deposizione di emosiderina causata da edema polmonare ricorrente.